# Кохання втрьох
«Кохання втрьох» (англ. Threesome) — комедійний фільм 1994 року.

## Сюжет
Студенти Еді і Стюарт удвох займають велику кімнату в студентському гуртожитку. Помилково до них підселюють дівчину на ім'я Алекс. Еді і Стюарт дуже раді появі нової сусідки, але незабаром відносини між сусідами перетворюються в любовний трикутник. Алекс закохується в Едді, а Стюарт шукає прихильності Алекс. Сексуальна напруга зростає, коли Едді усвідомлює, що він гей і любить Стюарта.